# Stalin i Voroixílov al Kremlin
Stalin i Voroixílov al Kremlin (en rus: И. В. Сталин и К. Е. Ворошилов в Кремле) és un quadre fet l'any 1938 pel pintor soviètic Aleksandr Gerasimov. Descriu els dirigents soviètics Ióssif Stalin i Kliment Voroixílov caminant pel Kremlin de Moscou. Des de 1941 s'exposa a la Galeria Tretiakov de Moscou.
Durant l'estalinisme les seves rèpliques foren molt esteses, ja que les institucions públiques en feren còpies. Jan Plamper, un professor alemany estudiós de la història russa, la considera com una mostra important de realisme socialista i culte a la personalitat en l'art.